# Bossaura
Bossaura ist das dritte Soloalbum des deutschen Rappers Kollegah und entstand in Zusammenarbeit mit Sun Diego. Es erschien am 14. Oktober 2011 über das Düsseldorfer Label Selfmade Records. Bossaura stieg in Deutschland auf Platz fünf der Albumcharts ein, in Österreich konnte Rang 19 erreicht werden und in der Schweiz positionierte es sich auf Platz 14.

## Hintergrund
Die Aufnahmen für Bossaura entstanden in Osnabrück, wo sich Kollegah zuvor ein neues Studio gemeinsam mit dem Rapper Sun Diego eingerichtet hatte. Bereits 2010 hatte der Rapper nach eigenen Angaben Textideen gesammelt, bevor er im März 2011 mit der eigentlichen Produktion des Albums begann. An den Aufnahmen wurden etwa vier Monate gearbeitet. Einige Stücke entstanden in relativ kurzer Zeit, wohingegen das Lied Du über ein halbes Jahr immer wieder verändert wurde. Um das Thema des Songs aus seiner Sicht optimal zu lösen, verwendete Kollegah unterschiedliche Musik für Du und überarbeitete die Strophen mehrfach. Nach der Aufnahme von 30 Songs wählte Kollegah etwa die Hälfte der Lieder für Bossaura aus und ergänzte diese um einige neue Titel, „um ein stimmiges, homogenes Album zu kreieren.“ Sun Diego war nach Angaben Kollegahs vollständig im kreativen Prozess der Album-Entstehung involviert. Nach Abschluss der Aufnahmen übernahm dieser auch die Abmischung von Bossaura.
Das Album wurde am 12. August 2011 von Selfmade Records unter dem Titel Flex, Sluts, Rock ’n’ Roll angekündigt. In einem ersten Interview zum Album der Journalistin Visa Vie mit Kollegah war es für die Berlinerin problematisch, den Album-Titel korrekt auszusprechen. Durch diese Begebenheit entschied Kollegah, den Titel abzuändern. Anfang September revidierte er den Namen des Albums und bezeichnete ihn nachträglich als „Arbeitstitel“. Als offizieller Titel wurde stattdessen Bossaura festgelegt.

## Titelliste

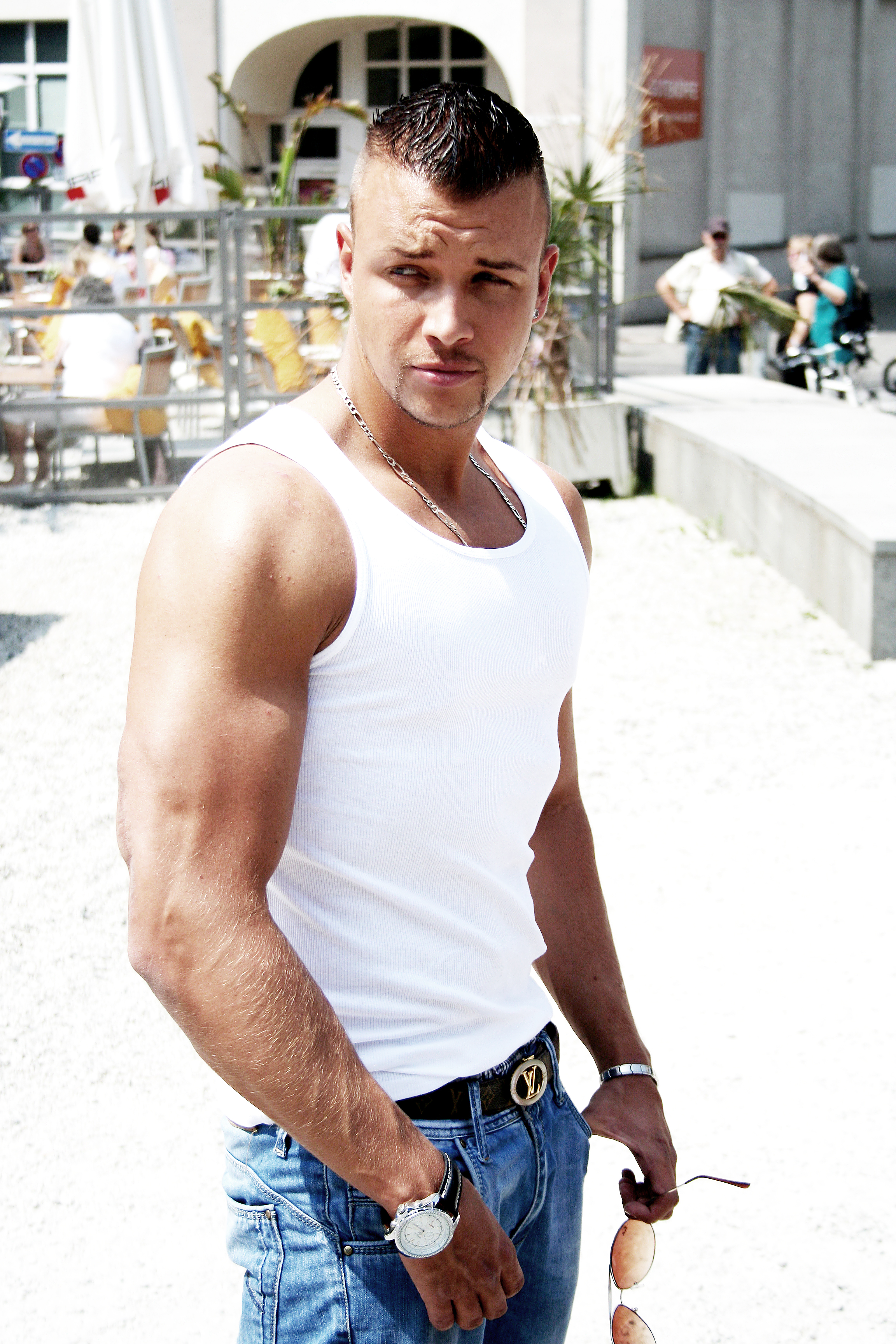
Kollegah im Jahr 2011

| #   | Titel                                                                 | Produzent                                    | Länge |
| --- | --------------------------------------------------------------------- | -------------------------------------------- | ----- |
| 1.  | Für immer (Intro)                                                     | Sunset Mafia Jay Ho, Sun Diego               | 3:07  |
| 2.  | Drugs in den Jeans                                                    | Abaz, Sunset Mafia Jay Ho, Cestro, Sun Diego | 3:23  |
| 3.  | Spotlight                                                             | Sunset Mafia Jay Ho, Sun Diego               | 3:43  |
| 4.  | Jetlag                                                                | Sunset Mafia Jay Ho, Sun Diego               | 3:15  |
| 5.  | Business Paris (feat. Ol Kainry)                                      | Shuko, Sun Diego                             | 3:30  |
| 6.  | Mondfinsternis                                                        | Sunset Mafia Jay Ho, Sun Diego               | 3:15  |
| 7.  | Billionaire's Club (feat. Sun Diego)                                  | Sunset Mafia Jay Ho, Sun Diego               | 4:09  |
| 8.  | Bad Girl                                                              | Sunset Mafia Jeff K, Sun Diego               | 3:12  |
| 9.  | Kobrakopf (feat. Farid Bang & Haftbefehl)                             | Sunset Mafia Jay Ho, Sun Diego               | 4:20  |
| 10. | Flex, Sluts, Rock 'N Roll                                             | Sunset Mafia Jay Ho, Sun Diego               | 4:12  |
| 11. | I.H.D.P (feat. Sun Diego)                                             | 2Bough, Sun Diego                            | 4:19  |
| 12. | Bossaura                                                              | Abaz & X-plosive                             | 6:02  |
| 13. | Kokayne (feat. Locke, Sun Diego & John Webber)                        | Abaz, X-plosive & Böse Beats, Sun Diego      | 3:34  |
| 14. | Du (feat. Sahin)                                                      | Sunset Mafia Jay Ho                          | 5:02  |
| 15. | Undercover                                                            | Sunset Mafia Jay Ho, Sun Diego               | 4:04  |
| 16. | Money                                                                 | Sunset Mafia, 2Bough & Saabiza, Sun Diego    | 3:39  |
| 17. | H & F                                                                 | Gee Futuristic & X-plosive, Sun Diego        | 3:03  |
| 18. | Das Licht (Outro)                                                     | Dirty Dasmo & Jamil Samimi                   | 3:13  |
| 19. | Internationaler Player Reloaded (Limited Edition Bonus)               | Sunset Mafia Jay Ho                          | 2:31  |
| 20. | Entertainment (feat. Sun Diego & John Webber) (Limited Edition Bonus) | Sunset Mafia Jay Ho                          | 3:42  |
| 21. | Cosmopolit (Limited Edition Bonus)                                    | Abaz                                         | 3:42  |
| 22. | 2 Sexy (Itunes Bonus)                                                 | Sunset Mafia 2Bough                          | 3:42  |

## Produktion
Den Großteil des Albums produzierte Jay-Ho, Mitglied der Gruppe Sunset Mafia. Dabei handelt es sich um die Titel Für immer (Intro), Spotlight, Jetlag, Mondfinsternis, Billionaire's Club, Kobrakopf, Flex, Sluts, Rock'n Roll, und die der Limited-Deluxe-Edition zugehörigen Stücke Internationaler Player Reloaded und Entertainment. Des Weiteren produzierte er den Titel Drugs in den Jeans in Zusammenarbeit mit Cestro sowie Abaz, welcher auch der Titel Cosmopolit und, in Zusammenarbeit mit X-plosive, Bossaura sowie gemeinsam mit X-plosive und Böse Beatz Kokayne beisteuerte. Ein weiteres Mitglied der Sunset Mafia, Jeff K, war für die musikalische Untermalung von Bad Girl und dem iTunes-Bonus-Titel 2 Sexy zuständig. 2Bough, das dritte Mitglied des Produzententeams, produzierte die Lieder I.H.D.P und, in Zusammenarbeit mit Saabitza, Money. Der Produzent Shuko ist zudem für die Musik des Songs Business Paris zuständig gewesen. Mit H&F wurde ebenfalls eine Produktion von Gee Futuristic und X-plosive beigesteuert. Die Musik zu Outro ist das Resultat einer Zusammenarbeit von Dirty Dasmo und Jamil.
Sun Diego erklärte in einem Interview, dass sich die Musik des Albums bewusst von den früheren Liedern abgrenzt. Die Produktionen orientieren sich verstärkt an kommerziell erfolgreichen US-amerikanischen Songs. Für einige Stücke wurde zur Tonhöhenkorrektur das Programm Antares Auto-Tune verwendet. Bei den Aufnahmen wurde des Weiteren mit Ad Libs gearbeitet.

## Versionen
Das Album erschien mit der Standard Edition, der Limited Edition und der iTunes Edition in drei Versionen. In der iTunes Edition ist das Lied 2 Sexy als Bonustitel enthalten. Zudem verfügt diese über ein digitales Cover und beinhaltet die Videos zu den Stücken Mondfinsternis und Business Paris. Die Limited Edition enthält neben den 18 Stücken der Standard Edition die Bonuslieder Internationaler Player Reloaded, Entertainment, eine Zusammenarbeit mit Sun Diego und John Webber, und Cosmopolit sowie ein T-Shirt und ein Poster.

## Illustration
Das Foto des Front-Covers zu Bossaura wurde von Laion geschossen. Im Innenteil des Booklets sind zudem Aufnahmen von verschiedenen Reisen des Rappers zu sehen. Jacob Roschinski war für Design und Layout des Artworks verantwortlich.

## Vermarktung

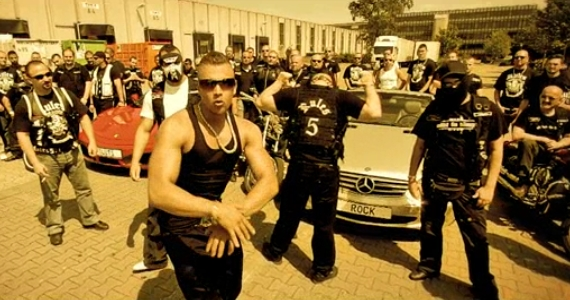
Ausschnitt aus dem Video „Flex, Sluts, Rock 'n' Roll“

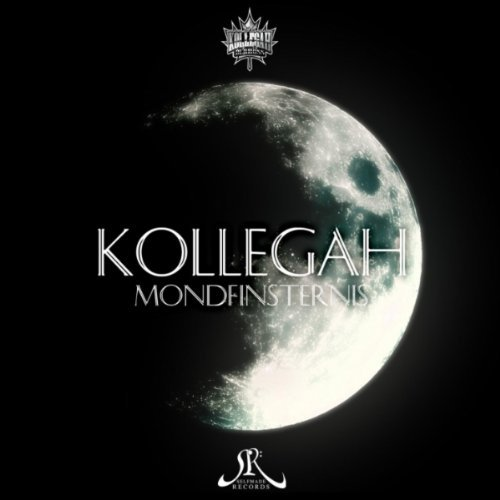
Cover der EP „Mondfinsternis“

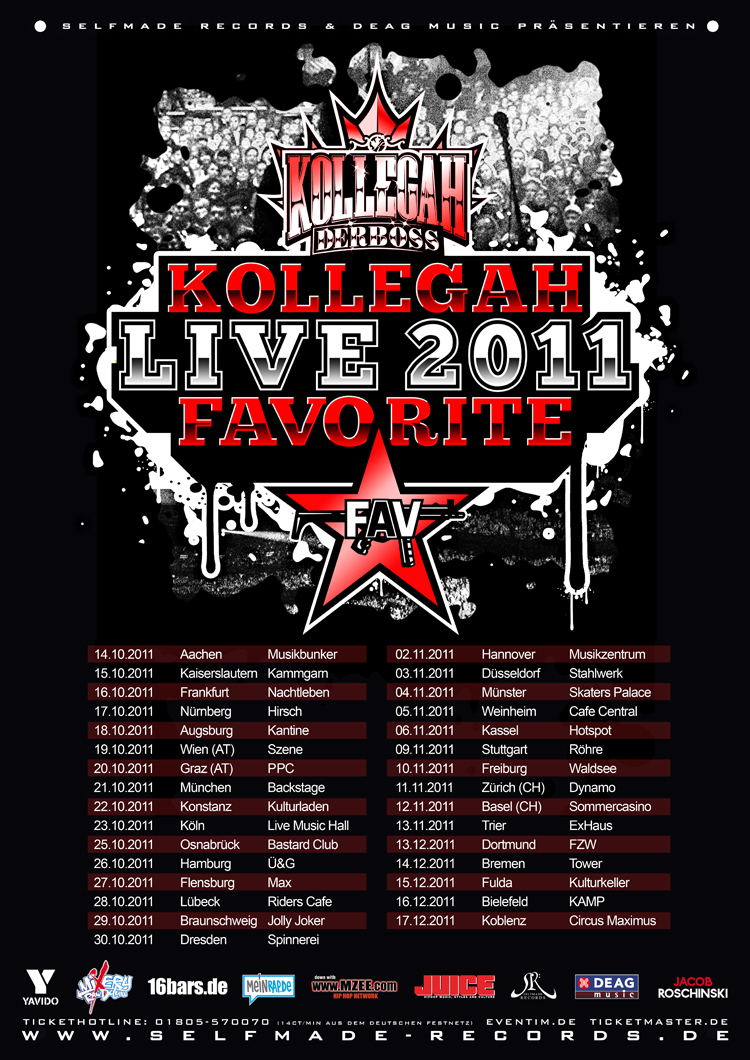
Tourposter zur „Live 2011 Tour“

### Videos und Lieder
Das ursprüngliche Titellied des Albums Flex, Sluts, Rock ’n’ Roll wurde als erstes Stück als Video umgesetzt. Die Aufnahmen entstanden in der hessischen Landeshauptstadt Wiesbaden. Kollegah übernahm für das Video erstmals die Regie und Koordination der Produktion. Die Kameraeinstellungen wurden von dem Mainzer Benz übernommen, der unter anderem bereits Videos für Haftbefehl gedreht hatte. Es folgte ein Video zur Zusammenarbeit mit dem französischen Rapper Ol Kainry Business Paris. Als drittes Lied wurde Mondfinsternis visuell umgesetzt. Auf dem Videoportal YouTube wurde dieses innerhalb weniger Tage eine Million Mal aufgerufen, womit es die Charts der Plattform im Themenfeld Musik national und international anführte. Jetlag folgte am 3. Oktober 2011 als vierte Videoauskoppelung des Albums. Außerdem wurde ein Clip zu Kobrakopf gemeinsam mit Farid Bang und Haftbefehl gedreht. Am 7. November erschien ein sogenanntes Split-Video zu den Liedern Drugs in den Jeans und Spotlight. Wie bereits verschiedene andere Videoclips von Selfmade Records wurde auch dieses von der Produktionsfirma KMX Media gedreht. Der Titel Kokayne wurde ohne Kollegah von den drei Gastmusikern Sun Diego, Locke und John Webber verfilmt. Kollegahs Strophe findet ebenfalls nicht im Video statt. Als neuntes Lied wurde Mitte Dezember 2011 Du visuell in Belgrad umgesetzt.
Wie bereits im Vorfeld seiner vorherigen Veröffentlichungen wurden auch zur Vermarktung des dritten Soloalbums Reisen mit Kollegah veranstaltet. Zu diesen wurden Aufnahmen gedreht und als Videos verarbeitet. Der erste Beitrag aus Zürich erschien Ende August. Es folgte ein Video von der Balearischen Insel Ibiza. Ende September 2011 wurde ein Bericht aus der französischen Hauptstadt Paris veröffentlicht. Des Weiteren erschienen Videos aus der Republik Montenegro, wo Kollegah auch Interview-Termine wahrnahm. Mitte November folgten Aufnahmen aus Los Angeles und Las Vegas.
Zudem veröffentlichte Kollegah Anfang September nach Erreichung von 50.000 Fans im sozialen Netzwerk Facebook ein kostenloses Lied unter dem Titel Facebook Exclusive. Mit dem Titellied Bossaura folgte am 13. September 2011 ein weiterer kostenloser Song im Internet. Bossaura wurde darüber hinaus auch auf der CD der November/Dezember-Ausgabe des Hip-Hop-Magazins Juice veröffentlicht.

### EP
Am 30. September 2011 veröffentlichte Selfmade Records die Download-EP Mondfinsternis. Auf dieser sind die zuvor bereits kostenlos erschienen und die als Video umgesetzten Lieder zu finden.
Titelliste
1. Mondfinsternis – 3:15
2. Business Paris (feat. Ol Kainry) – 3:30
3. Flex, Sluts, Rock ’n’ Roll – 4:12
4. Bossaura – 6:02

### Tournee
Am Veröffentlichungstag des Albums begann Kollegah eine Konzert-Tournee unter dem Titel „Live 2011 Tour“ durch Deutschland, Österreich und die Schweiz. Bei dieser Tournee wurde er von dem ebenfalls bei Selfmade Records unter Vertrag stehenden Hip-Hop-Musiker Favorite begleitet. Die Tour begann mit einem Konzert in Aachen und endete nach 34 Terminen mit dem Abschlussauftritt in Koblenz.

## Rezeption

### Erfolg
Bossaura stieg auf Platz fünf der deutschen Albumcharts ein. In den erstmals im Auftrag des Verbandes unabhängiger Musikunternehmen e. V. erhobenen Independentcharts erreichte Kollegahs drittes Album Platz 2. Das Album konnte in der vierten Chartwoche noch Rang 100 belegen. In Österreich stieg Bossaura auf Rang 19 ein. Es konnte sich nur eine Woche in den Albumcharts platzieren. In der Schweiz erreichte Kollegah Position 14 der Charts. Nach zwei Wochen stieg das Album aus den media control Charts wieder aus. Bossaura verkaufte sich mehr als 40.000 Mal.

### Kritik
Albumtitel
Die Umbenennung des Albums von Flex, Sluts, Rock ’n’ Roll zu Bossaura wurde zum Teil als Provokation gegen den Rapper Kool Savas interpretiert. Dieser hatte zuvor sein drittes Soloalbum unter dem Titel Aura für November 2011 angekündigt. Kollegah bestritt eine gewollte Konfrontation und verwies auf seinen Song Ein guter Tag zum Sterben aus dem Jahr 2007, in welchem er den Begriff Bossaura verwende. In einem Interview berichtete der Rapper, dass er erst bei der Anmeldung seines neuen Albumtitels beim Vertrieb erfahren habe, dass Savas ein Album ähnlichen Titels veröffentlichen werde. Verschiedene Medienvertreter wie Oliver Marquart äußerten Zweifel an einer zufälligen Überschneidung.
Musikalische Kritik
In einer Kritik der E-Zine Laut.de erhielt Bossaura drei von möglichen fünf Bewertungspunkten. Der zuständige Redakteur Max Brandl sieht in den zahlreichen Wortspielen Kollegahs den Grund für dessen Popularität. Insbesondere der Text des Titellieds Bossaura wird für seinen Wortwitz gelobt. Auch die „Mehrfach-Reimkonstruktionen“ sowie die, laut Brandl, „unmenschliche[n] High-Speed-Passagen“ wie etwa im Stück Mondfinsternis werden positiv hervorgehoben. In dem knapp vier Minuten langen Rap spricht Kollegah über 800 Worte und schafft damit eine Quote von 9,27 Silben pro Sekunde. Die Beiträge des mehrfach auf dem Album vertretenen Rappers Sun Diego werden sowohl im Hinblick auf seine Strophen in Billionaire's Club als auch für seine gesungenen Verse gelobt, womit er „einen großartigen Partner für ein Kollabo-Album“ mit Kollegah abgebe. Dagegen wirken Haftbefehl und Farid Bang neben Kollegah „verloren und degradieren sich via Auftritt letztlich selbst.“ Ebenfalls negative Kritik äußert Brandl zu den Beats des Albums. Diese stehen dem Vortrag des Rappers „in punkto Originalität […] nicht selten diametral gegenüber.“ Die billigen „Plastik-Beats“ seien auf jeder Veröffentlichung stärker vertreten gewesen, sodass sie „mit der Zeit immer zentraleres musikalisches Motiv“ geworden seien. Besonders negativ wird die musikalische Untermalung der Lieder Drugs in den Jeans, Undercover und Spotlight bewertet. Positive Kritik findet Brandl dagegen für den „atmosphärisch-düstere[n], zurückhaltende[n] Beat“ von Bossaura sowie für die Produktionen zu Flex, Sluts, Rock'n Roll und Du. Einen weiteren negativen Aspekt sieht der Redakteur in der häufigen Nutzung des Computerprogramms Antares Auto-Tune, dessen Verwendung der Rapper nicht nötig habe. Zusammenfassend zementiere Kollegah mit Bossaura „seinen Status als einer der besten MCs im Land.“
Die Internetseite Meinrap.de veröffentlichte eine Rezension, in der die Ansicht geäußert wird, dass Kollegah mit Bossaura Musik für die „Großraumdiskothek“ machen wolle. Um dies zu erreichen, verwendet der Rapper Beats, die stilistisch „zwischen Dirty South und David Guetta“ angesiedelt sind, sowie den Auto-Tune-Effekt. Bereits das erste Video Flex, Sluts, Rock’n'Roll zeige, dass diese musikalische Grundlage „unfassbar nervig“ sein könne. Eine positive Bewertung findet der Redakteur für die eingängigen Hooklines von Sun Diego und Kollegah. Die Stücke Jetlag, Business Paris, Drugs in den Jeans, Kobrakopf und Billionaire’s Club werden als „Highlights“ hervorgehoben. Das Licht hebe sich inhaltlich nicht von früheren Stücken wie Sommer ab. Dagegen sei Du eine „echte Überraschung“. Kollegah schildere Liebeskummer, ohne dass sein Image in Mitleidenschaft gezogen werde. Der gesungene Refrain von Sahin wird dagegen negativ kritisiert. Abschließend stellt Meinrap.de fest, dass insbesondere Fans der früheren Veröffentlichungen Kollegahs „ihre Probleme mit diesem Album haben“ werden.
Oliver Marquart, Chefredakteur der Seite Rap.de, verfasste eine Kritik, in der er ebenfalls negative Kritik zu den Produktionen äußert. Spotlight, Bad Girl, Billionaire's Club und I.H.D.P. erinnern „eher an French House als an französischen Straßensound, eher an Ibiza als an Miami.“ Die trashigen Produktionen werden durch „grenzwertige“ Hooklines und Auto-Tune, welches in seiner „permanenten Dreistigkeit“ nerve, ergänzt. Anders als Max Brandl von Laut.de lobt Marquart die Beiträge von Farid Bang und dem „glänzend aufgelegten“ Haftbefehl. Positiv werden auch die Stücke Money, das sich durch einen gelungenen Refrain auszeichnet, Business Paris und Du bewertet. Das Risiko, sich stilistisch weiterzuentwickeln, sei löblich, wobei Bossaura erst durch die „im traditionellen Kollegah-Stil gehaltenen Songs“ hörenswert werde. Marquart empfiehlt abschließend, dass sich Kollegah auf seine Stärken, wie die Vortragstechnik und die „verbalen Kurzfilme“, konzentrieren solle.
Kritik der Hörer
Der Einfluss des Hip-Hop-Musikers Sun Diego auf die Albumproduktion sowie die damit verbundene Nutzung des Programms Auto-Tune wurde von Anhängern Kollegahs zum Teil kritisch aufgenommen. Dies spiegelte sich etwa in der Gründung einer Gruppe unter dem Titel Gegen Sun Diego-Einfluss in Kollegahs Musik innerhalb des Netzwerkes Facebook wider.

### Kontroverse
Ein angekündigtes Konzert im Kulturkombinat JZ Kamp in Bielefeld sorgte für eine Kontroverse. Der Allgemeine Studierendenausschuss der Uni und der FH Bielefeld, das Feministische Referat, die AntiKnastGruppe und die Autonome Antifa Bielefelds forderten vom Programmverantwortlichen Cayan Cankatli die Absage des Auftritts Kollegahs, aufgrund der „mehr als fragwürdigen und verachtenden Inhalte“ der Texte des Rappers. Cankatli verwies darauf, dass Kollegah durch seine provokanten Texte Tabus breche, aber damit die „Lebenswirklichkeit der Jugendlichen“ widerspiegele. Der Kinder- und Jugendverband Die Falken, der von der Stadt Bielefeld subventioniert wird und eine Vereinbarung zur Nutzung der Räumlichkeiten mit dem Kamp hat, äußerte sich ebenfalls kritisch zu dem geplanten Konzert. Aufgrund der Kontroverse stiegen die Ticket-Verkäufe für den Auftritt in Bielefeld an, sodass der Veranstalter mit dem Stereo zu einem größeren Veranstaltungsgelände auswich.

### Bestenliste
Die Redaktion der Internetseite Laut.de wählte Anfang Dezember 2011 Kollegahs Album auf Platz 19 der besten Hip-Hop-Alben des Jahres.

### Antrag auf Indizierung
Mitte 2012 wurden Anträge auf Indizierung der Alben Bossaura und Jung, brutal, gutaussehend bei der Bundesprüfstelle für jugendgefährdende Medien gestellt. Während die Bundesbehörde im Falle des Kollaboalbums mit Farid Bang eine Indizierung durchsetzte, wurde der Antrag für Bossaura abgelehnt.

## Bossaura Street EP

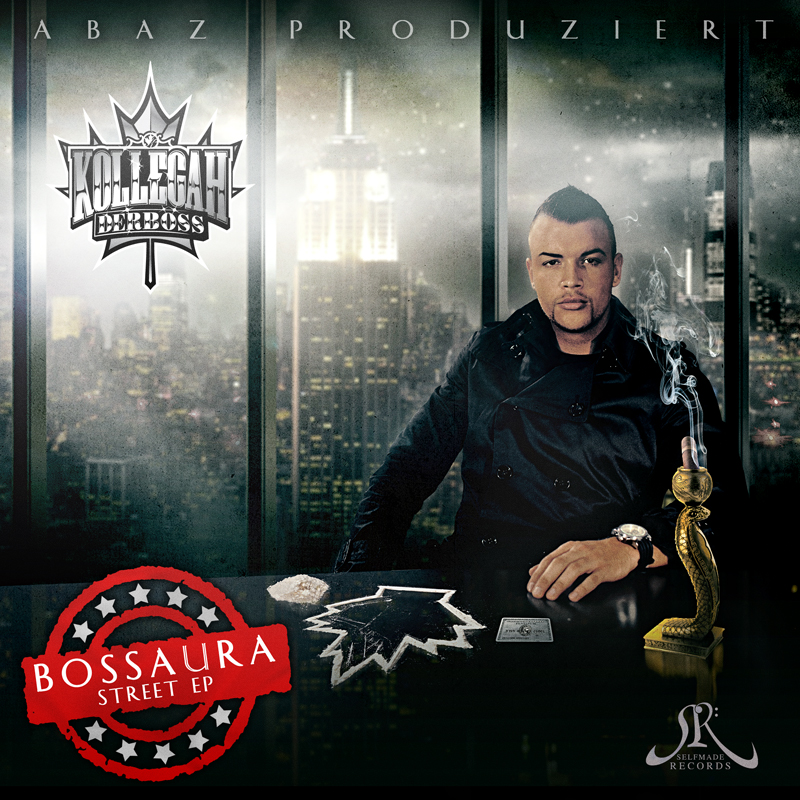
Cover der EP „Bossaura Street-EP“

Ende Dezember 2011 stellte Selfmade Records die Bossaura Street-EP zum kostenlosen Download zur Verfügung. Auf dieser sind acht Lieder des Albums Bossaura zu hören, für die der Produzent Abaz alternative Musik produzierte. Diese sind Immer noch, Billionaire’s Club, Bossaura, Flex, Sluts, Rock ’n’ Roll, Drugs in den Jeans, Undercover, Kobrakopf und Mondfinsternis. Die Gastbeiträge von Haftbefehl und Farid Bang auf Kobrakopf sowie Sun Diego auf Billionaire’s Club sind in den neuen Versionen nicht enthalten. Neben Abaz war Cestro an der Neugestaltung von Flex, Sluts, Rock ’n’ Roll und Undercover beteiligt. Beatdown Audios tritt darüber hinaus als Co-Produzent von Kobrakopf in Erscheinung.